# Hohljoch
Das Hohljoch (1794 m ü. A.) verbindet die Gamsjochgruppe mit der Hinterautal-Vomper-Kette und ist der einzige einfache Übergang zwischen dem die Gamsjochgruppe einrahmenden Laliderer Tal und dem Enger Tal. 

## Tourenmöglichkeiten
Das Hohljoch ist Teil des Adlerweges, der von der Eng über ebendieses zur Falkenhütte führt. Des Weiteren kann der Teufelskopf direkt vom Hohljoch aus bestiegen werden. Die gegenüberliegende Seite zur Dreizinkenspitze fällt dagegen mit den Laliderer Wänden fast senkrecht 900 m ab. 